# Petit Estany Blau
El Petit Estany Blau és un estany del Pirineu, situat en el terme comunal d'Angostrina i Vilanova de les Escaldes, a l'Alta Cerdanya, de la Catalunya del Nord.
És a 2.523,5 metres d'altitud, entre el Puig Peric, que fa 2.810 metres d'altitud, i el Puig de la Cometa, de 2.763 metres. Té a ponent seu l'Estany Blau i, més lluny, l'Estany de la Grava. Com tots els estanys esmentats, pertany a la conca de la Tet.
El Petit Estany Blau és un indret visitat habitualment per les rutes excursionistes del sector nord del Massís del Carlit.